# Panzerregiment 203
Het Panzerregiment 203 was een Duits tankregiment van de Wehrmacht tijdens de Tweede Wereldoorlog.

## Krijgsgeschiedenis
Panzerregiment 203 werd opgericht op 5 juli 1941 in Frankrijk.
Het regiment kreeg eerst de beschikking over buitgemaakte Franse tanks. Het regiment werd op 1 maart 1941 toegewezen aan de nieuwe Panzerbrigade 101. Op 21 september 1941 werd het regiment overgeplaatst naar Panzerbrigade 100. In de herfst van 1941 werd het regiment op Duitse tanks omgesteld. In december 1941 werd het regiment naar het Oostfront getransporteerd en kwam daar onder Heeresgruppe Nord. Het regiment werd daar in eerste instantie volledig verspreid ingezet. Pas begin juli 1942 werd het regiment verenigd en gesloten ingezet. Pas op 16 december 1942 werd het regiment terug getransporteerd, naar Breslau in Wehrkreis VIII.
Het regiment werd in Breslau op 13 januari 1943 opgeheven. Daarbij werd de I. Abteilung afgegeven aan Panzerregiment 1 en werd II./Pz.Rgt. 1. De Staf en II. Abteilung vormden op 27 januari 1943 Staf en II./Pz.Rgt. Großdeutschland.

## Samenstelling bij oprichting
- I. Abteilung met 3 compagnieën (1-3)
- II. Abteilung met 3 compagnieën (5-7)

## Opmerkingen over schrijfwijze
- Abteilung is in dit geval in het Nederlands een tankbataljon.
- II./Pz.Rgt. 203 = het 2e Tankbataljon van Panzerregiment 203

## Commandanten
| Rang           | Naam          | Begin       | Eind            |
| -------------- | ------------- | ----------- | --------------- |
| Oberstleutnant | Hero Breusing | 5 juli 1941 | 13 januari 1943 |

Panzerregiment 1 · Panzerregiment 2 · Panzerregiment 3 · Panzerregiment 4 · Panzerregiment 5 · Panzerregiment 6 · Panzerregiment 7 · Panzerregiment 8 · Panzerregiment 9 · Panzerregiment 10 · Panzerregiment 11 · Panzerregiment 15 · Panzerregiment 16 · Panzerregiment 17 · Panzerregiment 18 · Panzerregiment 21 · Panzerregiment 22 · Panzerregiment 23 · Panzerregiment 24 · Panzerregiment 25 · Panzerregiment 26 · Panzerregiment 27 · Panzerregiment 28 · Panzerregiment 29 · Panzerregiment 31 · Panzerregiment 33  · Panzerregiment 35 · Panzerregiment 36 · Panzerregiment 39 · Panzerregiment 69 · Panzerregiment 80 · Panzerregiment 100 · Panzerregiment 101 · Panzerregiment 102 · Panzerregiment 116 · Panzerregiment 118 · Panzer-Lehr-Regiment 130 · Panzerregiment 201 · Panzerregiment 202 · Panzerregiment 203 · Panzerregiment 204 · Schweres Panzer-Regiment Bäke · Panzerregiment Brandenburg · Panzerregiment Coburg · Panzerregiment Feldherrnhalle · Panzerregiment Feldherrnhalle 2 · Panzerregiment Hermann Göring · Panzerregiment Großdeutschland · Panzerregiment Kurmark · Panzerregiment von Lauchert · Panzerregiment Major Rettemeier · Fallschirm-Panzerregiment 1 · Fallschirm-Panzerregiment 21 · SS-Panzerregiment 1 LSSAH · SS-Panzerregiment 2 · SS-Panzerregiment 3 · SS-Panzerregiment 5 · SS-Panzerregiment 9 · SS-Panzerregiment 10 · SS-Panzerregiment 11 · SS-Panzerregiment 12